# Gedinne
Gedinne é um município da Bélgica localizado no distrito de Dinant, província de Namur, região da Valônia.